# Perlini
Pour les articles homonymes, voir Perlini (homonymie).
Perlini S.p.A. est un constructeur italien de dumpers rigides souvent aussi appelés tombereaux dans la profession des travaux publics.

## Histoire
En 1957, Roberto Perlini, crée sa propre entreprise Officine Meccaniche Costruzioni Roberto Perlini. La première activité de l'entreprise consiste à transformer des camions standards par allongement du châssis pour y ajouter un essieu ce qui permet d'augmenter la charge utile du véhicule. Il faut rappeler que l'Italie a été longtemps pénalisée par des sanctions de guerre qui lui ont interdit de produire des camions lourds en version 6x4, ce qui explique les fameux mille pattes avec un porteur Fiat 690 à 4 essieux et une remorque aussi à 4 essieux qui transportaient "légalement" 44 tonnes mais qui, sur la balance, pesaient plus de 60 tonnes. La transformation d'un camion 4x2 de 2 à 3 essieux faisait passer le PTC de 14 à 18 tonnes et d'un camion 6x2/2 de 3 à 4 essieux, de 18 à 22 tonnes avec les dispositions du code de la route italien en vigueur dans les années 1950 jusqu'en 1970. La seconde activité de l'entreprise est la réalisation d'équipements spécifiques pour camions et remorques. La spécialité de Perlini était les silos à produits pulvérulents qui, selon la législation italienne, ne pouvaient être transportés en un silo horizontal unique mais en plusieurs modules de 8,5 m3 chacun soit 2 sur le porteur et 3 sur la remorque. Les citernes horizontales de 30 m3 pour le porteur et 37 m3 pour la remorque soit 67 m3 au total étaient alors réservées uniquement aux liquides. La version semi-remorque était limitée à 49 m3 en raison du PTR limité à 35 tonnes.
La qualité des transformations réalisées par Perlini lui vaudront une solide réputation au point de réaliser, à peine plus de 2 ans après son début d'activité, plus de 1 500 transformations par an.

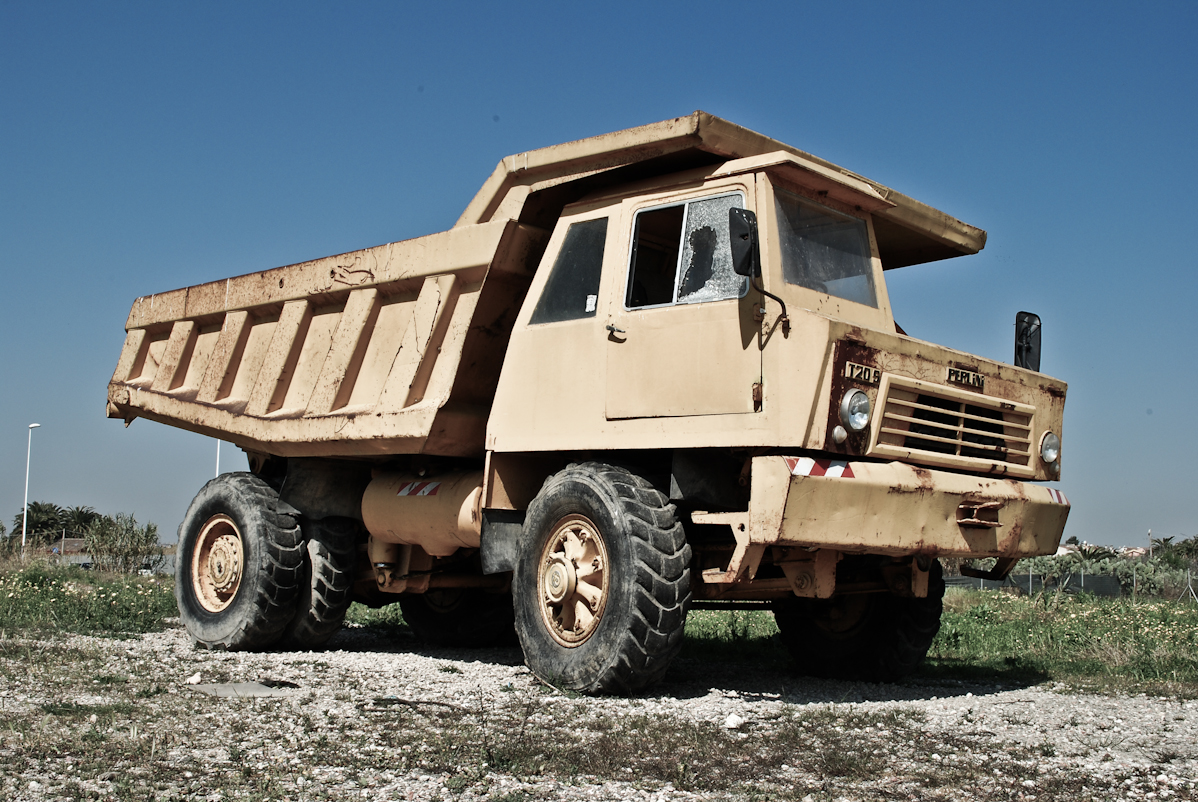
Dumper Perlini T 20

Le miracle économique italien lié à la reconstruction de l'après-guerre conduit les entreprises de génie-civil à rechercher des engins plus lourds et importent des tombereaux américains, les seuls engins de ce type produits dans le monde. Perlini se lance dès 1961 dans ce secteur, crée une branche spécifique pour cela et présente son premier dumper qui va connaître un immense succès. Il est bien moins cher que les dumpers américains importés et taxés, plus fiable et disposant d'un service après-vente efficace car les pièces sont fabriquées en Italie et non pas importées des États-Unis.
Très rapidement la gamme s'élargit avec 6 modèles allant du T15 au T40. Le petit T15 a une charge utile de 15 tonnes et une benne de 11 m3. Les motorisations sont variées. N'ayant pu trouver d'accord avec Fiat V.I. pour la fourniture de moteurs qui fournissait déjà l'autre constructeur italien de véhicules spéciaux de chantier Astra SpA, Perlini se tourne vers Scania pour les engins de faible puissance et General Motors pour les modèles nécessitant plus de 250 ch DIN.
L'activité d'origine de Perlini, la transformation de camions de 2 à 3 et de 3 à 4 essieux pour les chantiers aura un coup d'arrêt à partir de 1965, date à laquelle l'Italie sera (enfin) autorisée à produire des camions lourds en version 6x4 et plus. On verra alors les géants Fiat 693, OM Titano et Lancia Esagamma en version 6x4 et 8x4 remplacer les dumpers de faible puissance.
L'activité de Perlini se portera dès lors sur les équipements spécifiques des camions comme les silos à ciment et les bennes type roche. La division dumpers poursuivra son évolution avec de nouveaux modèles toujours plus puissants.
Durant cette décennie 1960, Perlini se fera remarquer par des contrats très importants avec la Chine où il sera le premier constructeur étranger à recevoir une commande pour ce type de matériel. Perlini gardera la Chine comme principal débouché. Plusieurs centaines de dumpers ont été vendus pour la réaliser des premiers gros barrages du pays, comme le Barrage d'Ertan et le Barrage de Xiaolangdi. Au total, Perlini a vendu plus de 2 600 dumpers en Chine en 25 ans. 
En 1968, Perlini répond à un appel d'offres italien pour un matériel de lutte contre les incendies dans les aéroports. Il présente le B502, le premier engin gros porteur capable de transporter 32 000 litres d'eau et mousse à plus de 105 km/h sur les pistes d'un aéroport et même sur une pente de 50 % avec une accélération foudroyante, moins d'une minute pour passer de 0 à 100 km/h. Cet engin sera très largement adopté par nombre d'aéroports à l'étranger.
En 1970, Perlini passe le cap symbolique des 1 000 premiers dumpers vendus. Pour faire face à la demande croissante, Perlini fait construire une nouvelle usine ultra moderne à Gambellara près de Vicenza où la production débuta avec une cadence de 3 dumpers par jour.
En 1977, Perlini se tourne résolument vers les marchés internationaux et conçoit le camion/dumper 131.33, le premier véhicule tout-en-un au monde, premier camion-benne pour carrière et mines, produit en Italie, capable de circuler aussi sur la route. Il a suscité un vif intérêt de la part des clients.
Vers la fin des années 1980, Perlini décide de participer à des manifestations sportives :
- le rallye Paris-Dakar, remporté 4 fois en 1990, 91, 92 & 1993 dans sa catégorie,
- la victoire au raid Pékin-Paris, remporté en 1992 dans sa catégorie,
- le Rallye des Pharaons 1988, 1er de sa catégorie, 5ème au général avec un Perlini 105F.

Lors du salon Bauma 2001, Perlini présente les dumpers DP 405 et DP 905. Le DP 405 est un dumper offrant 40 tonnes de charge utile équipé d'un moteur Détroit Diesel de 532 chet d'une boîte Allison à 6 rapports, les freins, pour la première fois chez Perlini, sont à disques et bain d'huile. Il peut transporter 26 m3 à 58 km/h. Le DP 905 dispose d'un moteur Détroit Diesel 16V 2000 turbo de 1 050 ch. Il transporte 61 m3 ou 95 tonnes utiles à la vitesse de 60 km/h. Le DP 905 sera remplacé en 2007 par le DP 955, avec des capacités très légèrement inférieures, la charge utile passe de 95 à 90 tonnes. Un modèle encore plus gros DP 966 a été annoncé mais n'a encore pas été présenté.
À l'occasion du Salon Bauma 2010, Perlini élargit sa gamme en présentant son premier dumper articulé, le DPT 70 en se servant de son DT 305 comme base de traction. Après avoir dépassé les 12 000 dumpers vendus dans le monde en 50 ans, la société annonce la conclusion d'un accord de distribution en Europe avec le constructeur suédois Volvo et une coopération avec le brésilien Randon. Ces deux accords ne seront pas suivis des résultats escomptés et ne connaîtront aucune suite.
Perlini est un concurrent des majors Caterpillar, Komatsu, Volvo et de son compatriote Astra SpA. La société, après avoir passé sans trop d'encombre la grande crise du BTP des années 1990 a connu de sérieuses difficultés à partir de 2015. Elle a été rachetée et est actuellement la propriété du groupe italien Cangialeoni de Forli.

## Les dumpers Perlini anciens

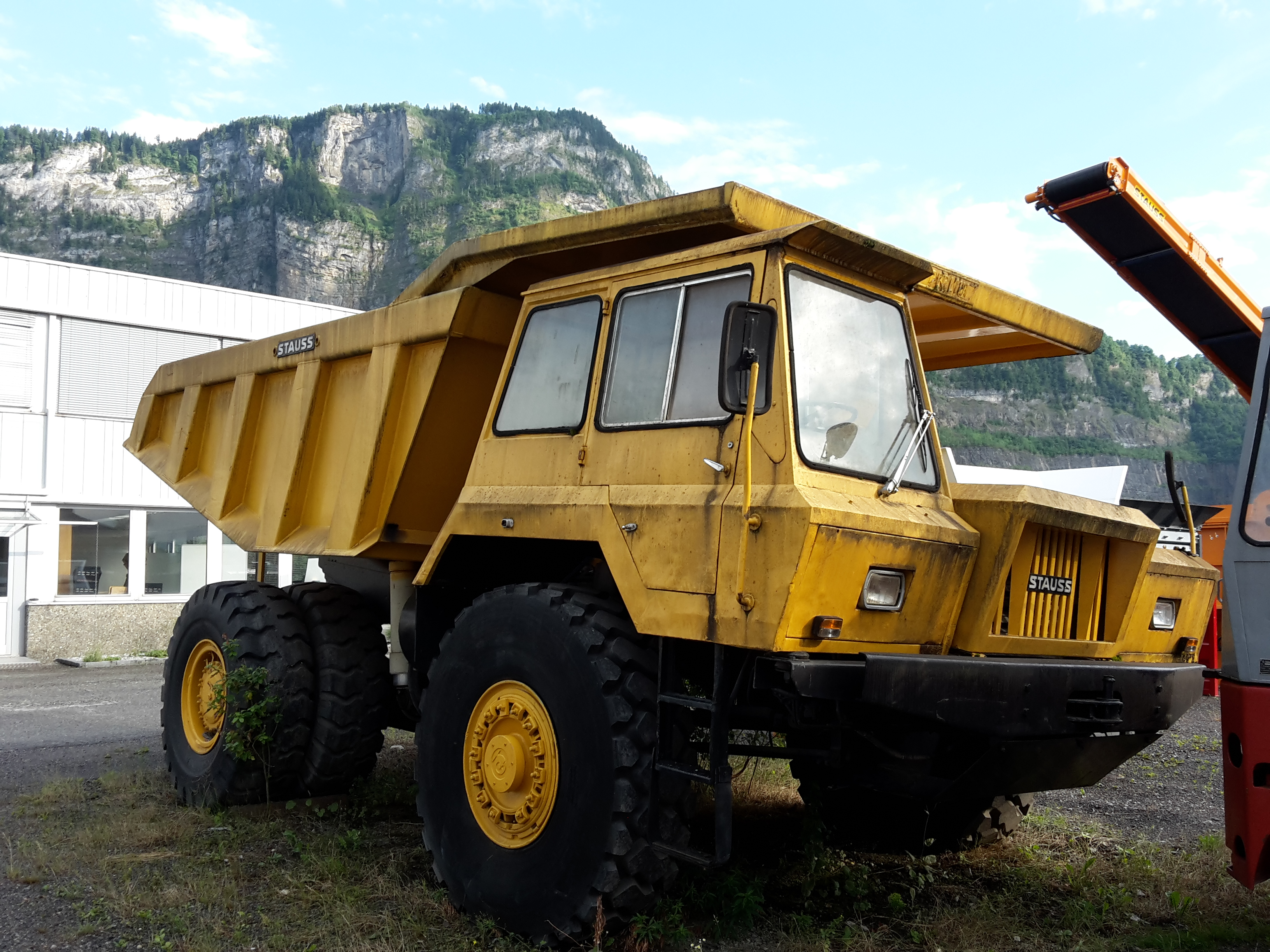
Dumper Perlini S 30

- T 15 - petit dumper de 15 tonnes de charge utile avec une benne de 11 m3 et un moteur Scania de 202 ch, livrée de couleur jaune,
- T 20 - petit dumper de 20 tonnes et une benne de 12 m3 (18 m3 en dôme) équipé d'un moteur GM 6V71 2 temps de 265 ch, comme le veut le code italien, le poste de conduite est à droite, livrée jaune,
- T 25 - petit dumper identique au T 20 mais avec une benne de 14 m3,
- T 40 - gros dumper de 40 tonnes avec un moteur GM 12V71 de 440 ch, dernier modèle avec une livrée jaune,

- T 32 - dumper de la seconde génération, moyenne catégorie de 32 tonnes et une benne de 18 m3, équipé d'un moteur GM 8V71 de 350 ch et, pour la première fois, d'une boîte automatique Allison. C'est le premier modèle avec une livrée de couleur blanche, couleur qui restera la couleur officielle des produits de la marque,
- T 42 -
- S 30 - modèle prenant la suite du T 32, disposant d'un moteur Scania de 350 ch,

- châssis B 502 - châssis présenté en 1968 en réponse à un appel d'offres international italien que Perlini a remporté, pour équiper les aéroports d'engins de lutte contre l'incendie de fortes capacités. Ce châssis donnera naissance à une véritable gamme dans sa catégorie 3 essieux de plus de 30 tonnes qui sera révolutionnaire avec une vitesse maximale de 105 km/h et des accélérations foudroyantes : moins de 1 minute pour passer de 0 à 100 km/h.
- châssis B 503 - succède au B 502 et dispose de 2 moteurs de 250 ch placés à l'arrière. Équipé en véhicule de lutte contre l'incendie par Baribbi, il sera le véhicule des pompiers italiens sur tous les aéroports de la péninsule mais également très prisé à l'étranger. Il a servi de référence pour la conception de l'Iveco Magirus Dragon.
- DP 530 - dumper remplaçant le S 30, équipé d'un moteur GM de 333 ch et d'une boîte Allison semi-automatique,

Avec l'évolution du code italien, les nouveaux modèles Perlini adoptent la conduite à gauche.
- DPT 305 - dumper à 3 essieux simples roues de 32 tonnes lancé en 1998 avec un moteur de 380 ch,
- DP 205 - petit dumper de 20 tonnes de charge utile, est actuellement un des plus petits dumpers du marché équipé de moteurs GM de 238 ou 276 ch,
- DPT 306 - remplace le DPT 305 à partir de 2006, toujours avec les 3 essieux simples dont le 3ème est auto directionnel, disposition peu courante sur ce type de véhicule mais permet de réduire sensiblement l'usure des pneumatiques,
- DP 361 - dumper qui succède au DP 205 avec un moteur GM de 440 ch et une boîte automatique Allison avec convertisseur,
- DP 363 - variante du DP 361 mais équipée d'un moteur GM de 400 ch équipé d'une boîte mécanique ZF à 6 rapports,
- DP 366 - variante du DP 361 mais équipé d'une suspension avant oléopneumatique à roues indépendantes, essieu rigide à l'arrière avec une suspension hydropneumatique. Cette solution technique sera reconduite sur tous les nouveaux modèles de la marque. En 1986, Perlini lance la série C du DP 366 qui sera remplacée en 2001 par le DP 405,
- DP 655 - dumper de 50 tonnes lancé en 1975, équipé d'un moteur GM de 635 ch et d'une boîte automatique Allison, la série B lancée en 2001 dispose d'un moteur GM de 632 ch ou Cummins de 600 ch. Il sera remplacé en 2007 par le DP 605.
- DP 755 - dumper de 65 tonnes de charge utile, moteur de 720 ch, remplacé en 2007 par le DP 705,
- DP 855 - dumper de 85 tonnes utiles lancé en 1992, la 1ère série disposait d'un moteur de 785 ch, celui de la série B développe 800 ch.

## Les camions dumper 131.33 & 105 F
Perlini a présenté le modèle 131 en 1985. Ce véhicule à cabine à capot, solution abandonnée en Italie depuis 1939, représente une exception dans la gamme du constructeur italien car il est parfaitement polyvalent, carrière et route. Homologué pour circuler sur route (en Italie) avec un PTC de 33 tonnes. C'est un véhicule 6x4 avec roues simples et le 3ème essieu est autodirecteur. Il dispose d'une charge utile de 20 tonnes. Equipé d'une benne de 14 m3 ou d'un malaxeur de 10 m3 avec une pompe à béton intégrée, comme toujours en Italie.
La présérie a été équipée d'un moteur Détroit Diesel de 350 ch qui sera très vite remplacé par des moteurs Iveco, une première chez Perlini.
Ce véhicule a, en fait, donné naissance à une véritable gamme avec les modèles :
- 121.27 version 4x4 avec un moteur Iveco de 260 ch,
- 131.30 avec le moteur Iveco du modèle 330.30
- 131.33 avec le moteur Iveco du modèle 330.33
- 131.40 avec un moteur Iveco de 400 ch,
- 131.130 en version tri-benne.

Cette gamme est restée en fabrication jusqu'en 2007.
Le modèle a été suivi quelques années plus tard par un modèle 8x4 et 8x8 avec cabine avancée 141.40 et par un engin spécialement destiné aux compétitions le 105 F 4x4 équipé d'un moteur de 450 ch avec une boîte automatique à 8 rapports et convertisseur de couple. Avec ce camion, Perlini a remporté le Rallye des Pharaons en 1988, 4 fois le rallye Paris-Dakar en 1990, 91, 92 & 1993 et le raid Pékin-Paris en 1992.

## Les dumpers Perlini actuels

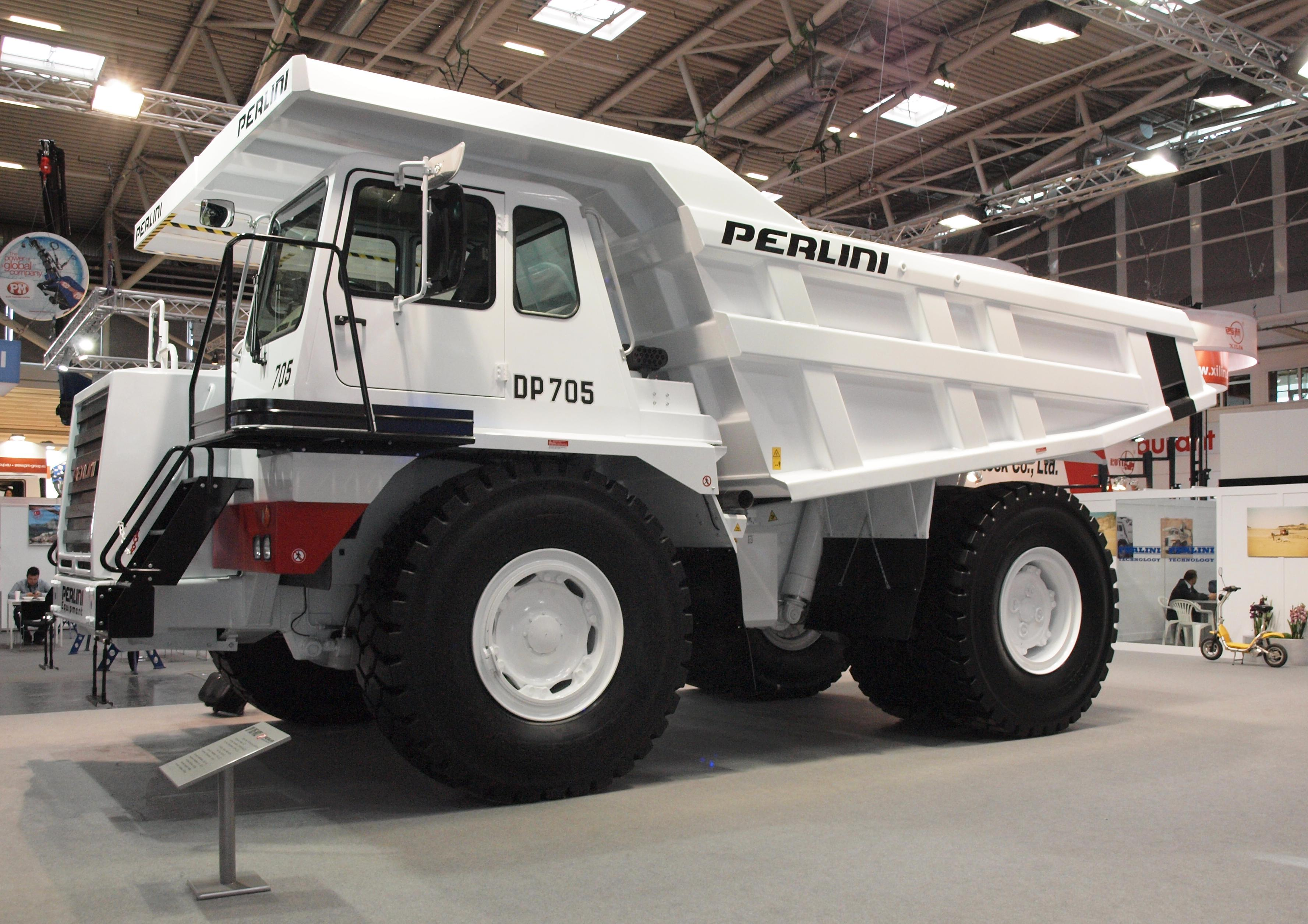
Dumper Perlini DP 705

La gamme actuelle[Quand ?] Perlini comprend des engins allant de 30 à 90 tonnes de charge utile et conservent leur livrée blanche :
| Modèles | Puissance (kW / ch DIN) | Poids à vide (t) | Charge maxi (m³ / kg) | PTC (t) | Dimensions Longueur x Largeur x hauteur (m) |
| DP 255  | 298 / 400               | 17,8             | 18 / 30,0             | 47,8    | 8,59 x 3,17 x 3,05                          |
| DP 405  | 410 / 550               | 29,8             | 26,0 / 40,0           | 69,8    | 8,40 x 3,82 x 3,77                          |
| DP 605  | 567 / 760               | 38,9             | 34,6 / 53,0           | 91,9    | 9,58 x 4,25 x 4,10                          |
| DP 705  | 567 / 760               | 43,5             | 42,0 / 65,0           | 108,5   | 8,64 x 3,82 x 3,77                          |
| DP 905  | 783 / 1 050             | 64,0             | 61,0 / 95,0           | 159,0   | 11,06 x 4,99 x 4,20                         |
| DP 955  | 750 / 1 000             | 60,0             | 61,0 / 90,0           | 150,0   | 11,06 x 4,99 x 4,20                         |
| DPT 70  | 410 / 550               | 45,0             | - / 70,0              | 115,0   | 14,97 x 3,66 x 3,77                         |

Nota :
- la largeur indiquée correspond à la cabine et/ou la benne. Les rétroviseurs sont en plus,
- le DP 255, lancé en 2010, est livré avec 2 moteurs au choix, un moteur Fiat-Iveco ou GM développant 310 ch environ. C'est la première fois qu'un moteur Fiat équipe un dumper Perlini de chantier.
- le modèle DPT 70 est articulé et se présente comme une semi-remorque.